# Gauliga Württemberg 1943/44
De Gauliga Württemberg 1943/44 was het elfde voetbalkampioenschap van de Gauliga Württemberg. SV Göppingen werd kampioen en plaatste zich voor de eindronde om de Duitse landstitel. De club verloor in de eerste ronde van KSG FV/AK Saarbrücken. 

## Eindstand
| Plaats | Club                   | Wed. | W  | G | V  | Saldo | Ptn.  |
| ------ | ---------------------- | ---- | -- | - | -- | ----- | ----- |
| 1.     | SV Göppingen           | 18   | 12 | 2 | 4  | 53:26 | 26:10 |
| 2.     | Stuttgarter Kickers    | 18   | 11 | 3 | 4  | 65:35 | 25:11 |
| 3.     | TSG Ulm 1846           | 18   | 9  | 4 | 5  | 51:27 | 22:14 |
| 4.     | VfB Stuttgart          | 18   | 8  | 3 | 7  | 38:35 | 19:17 |
| 5.     | FV Zuffenhausen        | 18   | 7  | 4 | 7  | 41:53 | 18:18 |
| 6.     | VfR Aalen              | 18   | 6  | 4 | 8  | 35:41 | 16:20 |
| 7.     | FV Union 08 Böckingen  | 18   | 8  | 0 | 10 | 37:50 | 16:20 |
| 8.     | SpVgg 1898 Feuerbach   | 18   | 5  | 4 | 9  | 46:57 | 14:22 |
| 9.     | SSV Reutlingen         | 18   | 7  | 0 | 11 | 41:57 | 14:2  |
| 10.    | Sportfreunde Stuttgart | 18   | 4  | 2 | 10 | 32:58 | 10:26 |

|  | Kampioen, geplaatst voor nationale eindronde |

## Promotie-eindronde
Aanvankelijk promoveerden enkel Schramberg en Esslingen, maar door verdere opsplitsing van de Gauliga promoveerden alle teams.

### Groep I
| Plaats | Club                 | Wed. | Saldo | Ptn. |
| ------ | -------------------- | ---- | ----- | ---- |
| 1.     | SpVgg 08 Schramberg  | 6    | 18:12 | 9:3  |
| 2.     | Heilbronner SV 07    | 6    | 20:16 | 8:4  |
| 3.     | Stuttgarter SC       | 6    | 20:21 | 4:8  |
| 4.     | SpVgg 07 Ludwigsburg | 6    | 15:24 | 3:9  |

### Groep II
| Plaats | Club                       | Wed. | Saldo | Ptn. |
| ------ | -------------------------- | ---- | ----- | ---- |
| 1.     | Sportfreunde Esslingen     | 8    | 32:10 | 12:4 |
| 2.     | 1. SSV Ulm                 | 8    | 22:12 | 12:4 |
| 3.     | Normannia Schwäbisch Gmünd | 7    | 23:15 | 10:4 |
| 4.     | FV Ravensburg              | 8    | 19:29 | 4:12 |
| 5.     | 1. FC Eislingen            | 7    | 7:37  | 0:14 |